# Charleville-sous-Bois
Charleville-sous-Bois è un comune francese di 272 abitanti situato nel dipartimento della Mosella nella regione del Grand Est.

## Società

### Evoluzione demografica
Abitanti censiti